# The Red Hot Chili Peppers (album)
The Red Hot Chili Peppers is het eerste album van de gelijknamige band Red Hot Chili Peppers uit 1984. Het is geproduceerd door Andy Gill, gitarist van de band Gang Of Four. Anthony Kiedis en Flea waren een groot deel van de tijd onder invloed. Ze hadden veel ruzie met Andy Gill, en ook met Jack Sherman. Hij werd later ontslagen, omdat Hillel Slovak zich weer bij de band voegde. Cliff Martinez drumde op deze LP. De band wilde het album True Men Don't Kill Coyotes noemen maar, EMI Group wilde per se dat het The Red Hot Chili Peppers heette zodat de band meer identiteit kreeg met hun eerste album.

## Tracklist
1. "True Men Don't Kill Coyotes" (Flea, Kiedis, Martinez, Sherman) – 3:40
2. "Baby Appeal" (Flea, Kiedis, Martinez, Sherman) – 3:40
3. "Buckle Down" (Flea, Kiedis, Martinez, Sherman) – 3:24
4. "Get Up and Jump" (Flea, Irons, Kiedis, Slovak) – 2:53
5. "Why Don't You Love Me (Like You Used To Do)" (Williams) – 3:25
6. "Green Heaven" (Flea, Irons, Kiedis, Slovak) – 3:59
7. "Mommy Where's Daddy" (Flea, Kiedis, Martinez, Sherman) – 3:31
8. "Out in L.A." (Flea, Irons, Kiedis, Slovak) – 2:00
9. "Police Helicopter" (Flea, Irons, Kiedis, Slovak) – 1:16
10. "You Always Sing The Same" (Flea, Kiedis, Martinez, Sherman) – 0:19
11. "Grand Pappy Du Plenty" (Flea, Gill, Kiedis, Martinez, Sherman) – 4:04
12. "Get Up and Jump" (demo)1 (Flea, Irons, Kiedis, Slovak) – 2:37
13. "Police Helicopter" (demo)1 (Flea, Irons, Kiedis, Slovak) – 1:12
14. "Out in L.A." (demo)1 (Flea, Irons, Kiedis, Slovak) – 1:56
15. "Green Heaven" (demo)1 (Flea, Irons, Kiedis, Slovak) – 3:50
16. "What It Is" (a.k.a. "Nina's Song") (demo)1 (Flea, Kiedis) – 3:57

1 Deze nummers stonden niet op het album uit 1984, maar wel op de geremasterde editie uit 2003